# Rosa Keleku
Rosa Keleku Lukusa (Kinshasa, 16 gennaio 1995) è una taekwondoka della Repubblica Democratica del Congo, partecipante ai Giochi olimpici di Rio de Janeiro 2016, occasione in cui è stata portabandiera per il suo paese.

## Palmarès
| Anno | Manifestazione      | Sede           | Evento | Risultato   | Note |
| ---- | ------------------- | -------------- | ------ | ----------- | ---- |
| 2012 | Campionati africani | Antananarivo   | -49 kg | Argento     |      |
| 2014 | Campionati africani | Tunisi         | -49 kg | Argento     |      |
| 2015 | Giochi panafricani  | Brazzaville    | -49 kg | Argento     |      |
| 2016 | Campionati africani | Porto Said     | -49 kg | Bronzo      |      |
| 2016 | Giochi olimpici     | Rio de Janeiro | -49 kg | preliminare |      |